# وادي الحذية (بدبدة)

تعديل مصدري - تعديل

وادي الحذية هي إحدى قرى عزلة اهل علي بمديرية بدبدة التابعة لمحافظة مأرب، بلغ تعداد سكانها 169 نسمة حسب تعداد اليمن لعام 2004.